# Метрополітен Санто-Домінго
Метрополітен Санто-Домінго (ісп. Metro de Santo Domingo) — система ліній метрополітену у Санто-Домінго, Домініканська республіка. Складається з двох ліній та 30 станцій. Північна частина першої лінії естакадна, центральна та південна — підземна. Друга лінія повністю підземна.

## Історія

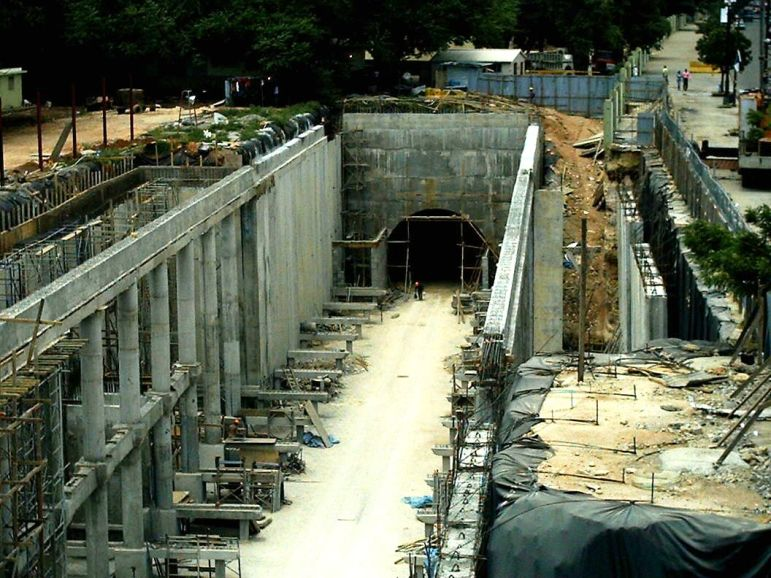
Метро на етапі будівництва. 2006 рік

Будівництво тривало з 2005 року. Перші пробні поїзди були запущені 22 грудня 2008 року, для пасажирів лінія відкрита 30 січня 2009 року.

## Лінії
Метрополітен Санто-Домінго складається з двох діючих ліній, одна з яких протягнулася з півночі на південь, а інша — з заходу на схід. Перша лінія була відкрита для пасажирів 30 січня 2009 року в складі 16 станцій, 10 підземних та 6 надземних. Усі станції були названі на честь відомих історичних особистостей Домініканської Республіки.
Друга (повністю підземна) лінія частково (10 станцій) була відкрита 24 грудня 2012 року. Повне відкриття другої лінії (14 станцій) відбулося 1 квітня 2013 року.

## Рухомий склад
Використовується 34 тривагонні потяги Alstom Metropolis 9000 (такі самі, як у Барселонському метрополітені).

## Режим роботи
Метро працює з 6:00 до 23:00. Інтервали між потягами складають 5 хвилин.